# Harriette Chick
Harriette Chick (Londres, 6 de enero de 1875-Cambridge, 9 de julio de 1977) fue una microbióloga, científica de proteínas y nutricionista británica. Es mejor recordada por demostrar el papel de la luz solar y el aceite de hígado de bacalao en la prevención del raquitismo.

## Primeros años y educación
Nació en una familia metodista, la sexta hija de doce y una de las siete hijas que sobrevivieron más allá de la infancia. Su padre, Samuel Chick, poseía propiedades y vendía encaje. Los niños Chick fueron criados estrictamente sin frivolidades y con asistencia regular a las oraciones familiares. Las siete niñas asistieron a la Escuela Secundaria Notting Hill, una escuela para niñas que se considera excepcional por su enseñanza en ciencias. Posteriormente, seis de las hermanas, incluida Harriette, continuaron estudiando para obtener títulos universitarios. Otra de ellas, Frances, se convirtió en una notable estadística. Mientras estudiaba en el University College de Londres, Chick ganó premios por botánica: el premio de clase avanzada en 1894-1895 y la Medalla de Oro de clase superior en 1896.

## Investigación temprana sobre eliminación de aguas residuales y mecanismos de desinfección
Durante los años 1898-1901, un premio de la Comisión Real para la Exposición de 1851 le permitió emprender investigaciones con el profesor Max von Gruber en el Instituto de Higiene en Viena y con el profesor Rubert Boyce en el University College de Liverpool. En 1902 fue nombrada asistente del Dr. A. C. Houston, bacteriólogo jefe de la Comisión Real de Eliminación de Aguas Residuales. En 1903, volvió a trabajar con Gruber después de su traslado a Múnich en 1902. En 1904 recibió un DSc de la Universidad de Londres por su trabajo en algas verdes en aguas contaminadas. En 1905, por sugerencia de Charles Scott Sherrington, solicitó la beca de investigación Jenner Memorial Research en el Instituto Lister. Su solicitud planteó una serie de objeciones, ya que ninguna mujer había recibido la beca anteriormente. Su relación con el Lister fue larga. Empleada hasta 1945 en el instituto, fue miembro del personal honorario a partir de entonces durante 25 años.

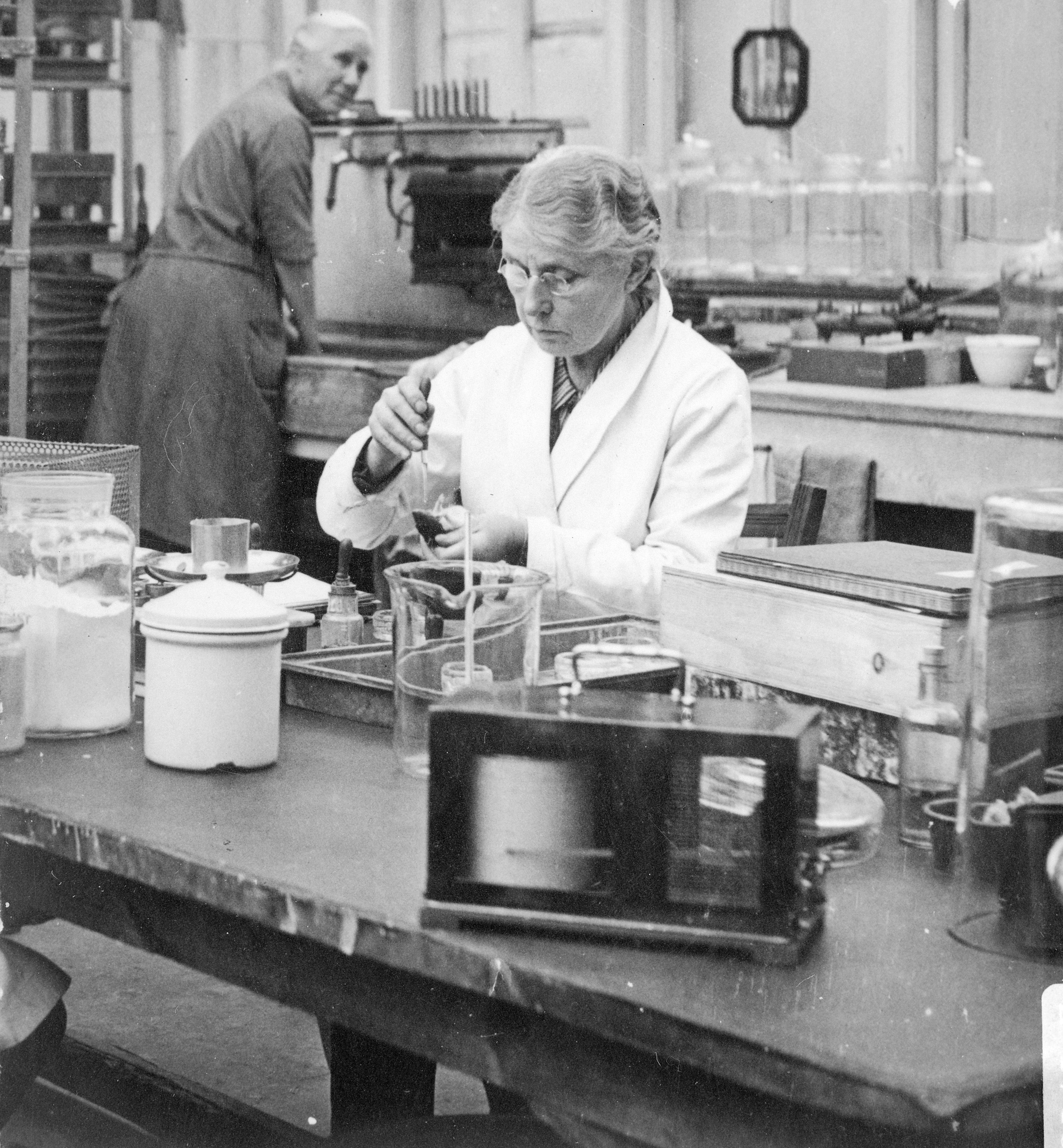
Harriette Chick en casa animal conservatoria en Roebuck House

El director del Instituto Chick and Lister, Charles James Martin, descubrió que el proceso de desnaturalización de proteínas era distinto de la coagulación (o floculación) de proteínas, comenzando la comprensión moderna del plegamiento de las mismas. Es conocida por haber formulado la Ley de Chick en 1908, dando la relación entre la eficiencia de la muerte de los organismos y el tiempo de contacto con un desinfectante. La Ley de Chick fue modificada posteriormente por el Dr. H. E. Watson en 1908 para incluir el coeficiente de letalidad específica. La ecuación de Chick-Watson se sigue usando hoy en día. Una prueba nueva y, en aquel momento, más realista para la efectividad de los desinfectantes, la prueba de Chick-Martin, también fue diseñada y nombrada por los dos colaboradores (véase coeficiente fenólico).

## Experiencia como una de las primeras mujeres científicas
En 1909, Chick fue signataria de una carta al periódico The Times de un grupo de mujeres graduadas de la Universidad de Londres pidiendo que se les permitiera votar por el miembro del Parlamento devuelto por su universidad. En 1913, fue una de las tres primeras mujeres en ser admitidas en la Sociedad Bioquímica tras su cambio de nombre y de política sobre la admisión de mujeres.

## Honores y distinciones
Se desempeñó como secretaria del comité de la sección de salud de la Liga de las Naciones sobre las bases fisiológicas de la nutrición desde 1934 hasta 1937. En 1941 fue miembro fundador de la Sociedad de Nutrición, de la que sirvió como presidenta de 1956 a 1959. Fue nombrada CBE en 1932 y posteriormente DBE en 1949. En 1960 recibió una beca honoraria de la Royal Society of Medicine. En 1918 fue elegida para la Sociedad Fisiológica. Se desempeñó como Secretaria del Comité de Factores de Alimentos Accesorios del Consejo de Investigación Médica de 1918 a 1945.

## Muerte
Harriette Chick nunca se casó, y murió en 1977 a la edad de 102 años.